# الشرفة (ولاية عنابة)
الشرفة بلدية فلاحية تابعة دائرة عين الباردة ولاية عنابة يقطنها 9875 نسمة (2008).